# Rita Faltoyano
Rita Faltoyano (ur. 5 sierpnia 1978 w Budapeszcie) – węgierska aktorka i reżyserka filmów pornograficznych.

## Życiorys

### Wczesne lata
Swoją urodę odziedziczyła najprawdopodobniej po matce, która była Miss Węgier 1974. Dorastała z trzema młodszymi braćmi. Większość swojego dzieciństwa spędziła na wsi u dziadków, w odległości około 120 km od Budapesztu. Kiedy miała cztery lata rozpoczęła jeździectwo i lekkoatletykę. W tym okresie miała szczególną niechęć do nauki. Przez sześć lat trenowała pływanie, trzy razy była finalistką Mistrzostw Węgier Juniorów w pływaniu, ale z powodu kontuzji kolana, musiała zrezygnować z dalszej kariery sportowej.
W wieku 18 lat, zachęcona przez rodziców, zaczęła brać udział w konkursach piękności. W 1996 roku zdobyła pierwszą nagrodę w konkursie Bikini Beauty w Costa Brava. W 1999 roku była Miss Budapesztu i Miss Plaży w Chorwacji. W 2000 roku otrzymała drugą nagrodę Miss Wschodnich Węgier. Pozowała też dla francuskiej edycji magazynu Playboy. Pracowała w McDonald’s w Budapeszcie. W 2001 został laureatką pierwszej nagrody w konkursie Miss Biustu w Holandii. W 2002 w Rio de Janeiro przyznano jej nagrodę w konkursie Piękność Plaży.

### Kariera
Jej pierwszy film porno Private Media Group Private Gold 43: No Sun No Fun (2000) zrealizował Pierre Woodman. Jej pierwsza scena nagrywana była z udziałem trzech mężczyzn i obejmowała seks analny i podwójną penetrację.
W 2002 została uhonorowana nagrodą Ninfa w kategorii „Najlepsza aktorka drugoplanowa” za rolę niewolnicy w pornograficznej wersji dramatu Goethego Faust – Private Black Label 26: Faust Power of Sex (2000) w reżyserii José Maríi Ponce. W obsadzie znaleźli się także: Toni Ribas (w roli Fausta), Nacho Vidal (Mefisto), Belladonna (Walpurga) i Max Cortés (diabeł). Film ten otrzymał nagrodę Ninfa w kategorii „Najlepszy hiszpański film”. Wystąpiła w roli Domitilli w pełnometrażowej parodii porno Gladiatora – Private Gold 54: Gladiator 1 (2002) w reżyserii Antonio Adamo z Toni Ribasem (Maxximus), Steve’em Holmesem (senator Falcus), Mandy Bright (Syria), Frankiem Gunem (Kommodus), Karlem Benem (Jailer) i Davidem Perrym (Marcus). Film ten zdobył nagrodę Ninfa w kategorii „Walory kinematograficzne”.
W 2004 spróbowała swoich sił jako reżyserka filmu Las reinas de la noche.
W 2004, podczas wizyty na pierwszej edycji Festival Erótico de México, Faltoyano została usunięta z Meksyku, gdy wraz z wieloma innymi wykonawcami porno, w tym hiszpańskim aktor porno Nacho Vidalem, została oskarżona przez władze imigracyjne o wykonywanie pracy zarobkowej, mimo że przebywała tam na wizie turystycznej.
Jej partnerami na ekranie byli m.in.: Andrea Moranty, Christoph Clark, David Perry, Erik Everhard, Evan Stone, Francesco Malcom, Frank Gun, Jean Valjean, Nacho Vidal, Ramón Nomar, Randy Spears, Rocco Siffredi, Scott Nails, Steve Holmes, Toni Ribas i Tommy Gunn.

### Życie prywatne
Była związana z hiszpańskim aktorem porno Ramónem Nomarem. 18 czerwca 2005 roku poślubiła amerykańskiego aktora porno Tommy’ego Gunna, jednak w 2008 doszło do rozwodu.

## Nagrody i nominacje
| Rok  | Nagroda          | Kategoria                                               | Film                                                                                                 | Inni wykonawcy                           | Rezultat  |
| ---- | ---------------- | ------------------------------------------------------- | --- | ---------------------------------------- | --------- |
| 2002 | Ninfa            | Najlepsza aktorka drugoplanowa                          | Private Black Label 26: Faust Power of Sex (2002), reż. José María Ponce (w napisach: Jose M. Ponce) | –                                        | Wygrana   |
| 2002 | Venus Award      | Najlepsza aktorka wschodnioeuropejska (z Monique Covet) | – | –                                        | Wygrana   |
| 2003 | AVN Award        | Najlepsza scena seksu w zagranicznej produkcji          | Private Gold 54: Private Gladiator 1 (2002), reż. Antonio Adamo z Dorothy Black i                    | Frank Gun                                | Nominacja |
| 2003 | AVN Award        | Najlepsza zagraniczna wykonawczyni roku                 | – | –                                        | Wygrana   |
| 2003 | AVN Award        | Najlepsza scena seksu w zagranicznej produkcji          | EXXXplosion (2002), reż. Toni Ribas                                                                  | Monica Belvedere, Nick Lang i Toni Ribas | Nominacja |
| 2004 | European X Award | Najlepsza aktorka (Węgry)                               | – | –                                        | Wygrana   |
| 2004 | European X Award | Najlepsza aktorka (Benelux)                             | – | –                                        | Nominacja |
| 2004 | Delta di Venere  | Najlepszy nowo przybyły reżyser                         | – | –                                        | Wygrana   |
| 2007 | AVN Award        | Najlepsza scena seksu oralnego                          | Valentina (2006), reż. Andrew Blak                                                                   | Jean Valjean                             | Nominacja |